# Берёзовка (Кудымкарский район)
Берёзовка — посёлок в Кудымкарском районе Пермского края. Входил в состав Верх-Иньвенского сельского поселения. Располагается западнее от города Кудымкара, у восточной границы села Самково. Посёлок окружают берёзовые леса. По данным Всероссийской переписи населения 2010 года, в посёлке проживало 523 человека (253 мужчины и 270 женщин).
В поселке функционирует детский сад, медицинская амбулатория, три продуктовых магазина.